# Kazimierz Zagrodzki
Kazimierz Wincenty Zagrodzki, ps. Tadeusz (ur. 21 stycznia 1881 w Dąbrowie Górniczej, zm. 9 czerwca 1941 w Puławach) – pułkownik lekarz weterynarii Wojska Polskiego, doktor medycyny weterynaryjnej, szef Służby Weterynaryjnej Ministerstwa Spraw Wojskowych w latach 1927–1935, zastępca dyrektora Państwowego Instytutu Naukowego Gospodarstwa Wiejskiego w latach 1935–1939, kawaler Orderu Virtuti Militari.

## Życiorys
Urodził się w rodzinie Klemensa i Marii ze Sroków. Po ukończeniu progimnazjum w Pińczowie i Gimnazjum Kieleckiego (w 1902 roku) rozpoczął studia w Instytucie Weterynaryjnym w Warszawie. Studiował w Warszawie do wybuchu rewolucji w 1905 roku. W czasie studiów należał od przełomu 1904/1905 roku do Organizacji Spiskowo-Bojowej PPS. Został aresztowany w 1905 roku, w sierpniu tego roku trafił do X Pawilonu Cytadeli Warszawskiej, zesłano go na 5 lat na Syberię (do guberni tobolskiej), skąd uciekł w 1911 roku i dotarł do Lwowa, gdzie kontynuował studia weterynaryjne na Akademii Medycyny Weterynaryjnej. W roku 1912 uzyskał dyplom lekarza weterynarii. Równocześnie ukończył szkołę oficerską (kurs oficerski) Związku Strzeleckiego.
Od sierpnia 1914 roku służył w Pierwszej Kompanii Kadrowej i I Brygadzie Legionów Polskich. Jako dowódca plutonu walczył m.in. pod Dęblinem i pod Anielinem–Laskami, był ranny, zakończył szlak bojowy w bitwie pod Łowczówkiem. Był naczelnym lekarzem weterynarii 1 pułku ułanów Legionów Polskich. 5 marca 1915 roku został mianowany podporucznikiem lekarzem weterynarii. Od 6 lutego do 1 kwietnia 1917 roku wykładał przedmiot „nauka o koniu” na kawaleryjskim kursie podoficerskim przy 1 pułku ułanów w Ostrołęce. Latem tego roku, po kryzysie przysięgowym, został internowany go w Beniaminowie. 2 czerwca 1917 roku został mianowany rotmistrzem), a przed 17 grudnia 1918 roku – majorem.
10 listopada 1918 roku został przyjęty do Wojska Polskiego i przydzielony do Dowództwa Okręgu Generalnego „Lublin” na stanowisko szefa weterynarii. Na tym stanowisku 24 czerwca 1920 roku został zatwierdzony z dniem 1 kwietnia 1920 roku w stopniu podpułkownika, w korpusie weterynaryjnym, w „grupie oficerów byłych Legionów Polskich”. W czasie wojny z bolszewikami był szefem weterynaryjnym Grupy Wołyńskiej.
Do 1 stycznia 1922 był naczelnym komisarzem do walki z księgosuszem w Polsce. 3 maja 1922 roku został zweryfikowany w stopniu podpułkownika ze starszeństwem z dniem 1 czerwca 1919 roku i 8. lokatą w korpusie oficerów weterynaryjnych, w grupie lekarzy weterynaryjnych, a jego oddziałem macierzystym była Kadra Okręgowego Szpitala Koni Nr 2. 
17 maja 1922 odznaczono go orderem wojskowym „Virtuti Militari" V klasy.
W latach 1923–1924 był szefem Szefostwa Weterynaryjnego Dowództwa Okręgu Korpusu Nr II w Lublinie, pozostając oficerem nadetatowym Okręgowego Szpitala Koni Nr 2. 1 grudnia 1924 roku został mianowany pułkownikiem ze starszeństwem z 15 sierpnia 1924 roku i 1. lokatą w korpusie oficerów weterynaryjnych. W 1927 roku został przeniesiony służbowo do Departamentu Sanitarnego Ministerstwa Spraw Wojskowych na Szefa Weterynarii. 29 listopada 1929 roku obronił pracę doktorską na Akademii Medycyny Weterynaryjnej we Lwowie i otrzymał stopień doktora nauk weterynaryjnych. Został przeniesiony w stan spoczynku (pułkownik pospolitego ruszenia) 31 maja 1935 roku.
Od 1 czerwca 1935 roku pracował na stanowisku kierownika wydziału weterynaryjnego Państwowego Instytutu Naukowego Gospodarstwa Wiejskiego i zastępcy dyrektora w Państwowym Instytucie Naukowym Gospodarstwa Wiejskiego w Puławach. Był organizatorem i pierwszym kierownikiem Instytutu (do roku 1939).
W czasie służby w wojskowej służbie weterynarii uporządkował wiele przepisów i instrukcji wojskowych związanych z weterynarią, stworzył Wojskową Pracownię Weterynaryjną w Warszawie. Miał wielki wpływ wychowawczy na kadrę weterynaryjną w Wojsku Polskim.
Po jego odejściu ze służby w roku 1935 powołano Fundusz Stypendialny jego imienia. 28 października tego roku powołano komitet organizacyjny, którego przewodniczącym został Szef Służby Weterynaryjnej płk Jan Ślaski. Celem Fundacji było „... udzielenie oficerom lekarzom weterynarii Wojska Polskiego stypendiów lub zapomóg, dla wydoskonalenia się w jednej z dziedzin mających znaczenie dla Wojskowej Służby Weterynaryjnej lub dla przeprowadzenia prac względnie przedsięwzięć z tym związanych”.
W czasie II wojny światowej Niemcy nie zawiesili działalności Instytutu, którym w dalszym ciągu nieformalnie kierował Zagrodzki. Za jego przyzwoleniem lub inspiracji wytwarzano tu preparaty znieczulające, które przekazywano partyzantom i substancje chemiczne do sabotażu. W 1941 roku został aresztowany przez Gestapo i wywieziony do więzienia na zamku w Lublinie. Po zwolnieniu z powodu ciężkiej choroby zmarł w 1941 roku w Puławach. Został tam pochowany.
Kazimierz Zagrodzki w 1919 roku ożenił się z Łucją Pracką.

## Ordery i odznaczenia
- Krzyż Srebrny Orderu Wojskowego Virtuti Militari nr 7498 – 17 maja 1922[14][15]
- Krzyż Komandorski Orderu Odrodzenia Polski
- Krzyż Niepodległości z Mieczami – 20 stycznia 1931[16][17]
- Krzyż Oficerski Orderu Odrodzenia Polski – 2 maja 1923[18][19][20]
- Złoty Krzyż Zasługi dwukrotnie: po raz pierwszy 10 listopada 1928[21]
- Medal Pamiątkowy za Wojnę 1918–1921
- Medal Dziesięciolecia Odzyskanej Niepodległości
- Srebrny Medal za Długoletnią Służbę
- Brązowy Medal za Długoletnią Służbę[3]